# Carlo Alfonso Guadagni
Carlo Alfonso Guadagni (1722 – 1801) è stato un fisico italiano.
Carlo Alfonso Guadagni si laureò in Filosofia ed in Medicina all'Università di Pisa, e nel 1784 divenne il primo direttore della cattedra di Fisica Sperimentale fondata da Francesco I presso lo Studio Pisano.
Sin dalla giovane età Carlo Alfonso Guadagni condusse esperimenti scientifici di successo, a tal punto che fece diventare una consuetudine il condurre esperimenti nei salotti dell'epoca.
A Firenze svolse la sua attività di fisico presso Palazzo Griffoni, oggi Bodini Gattai e questi esperimenti furono inseriti nel volume "Indici di naturali esperienza che saranno mostrate in Firenze nel Palazzo Grifoni".
Nel 1779 scrisse l'opera "Specimen Experimentorum Naturalium quae singulis annis in illustri pisani lyceo" nella cui presentò 220 esperimenti.

## Pubblicazioni maggiori
- Lettera del dott. Carlo Alfonso Guadagni all'illustrissimo Cavaliere Pietro Gaetano Grifoni Sopra una nuova struttura di un barometro portatile, su books.google.com.

| Controllo di autorità | VIAF (EN) 32336589 · ISNI (EN) 0000 0000 3317 2424 · LCCN (EN) n99256529 · GND (DE) 1158352328 |